# Discografia de Pearl Jam
Esta é a discografia dos Pearl Jam, uma banda de rock alternativo formada em Seattle, Washington, no ano de 1990. Ao longo de sua carreira, o grupo lançou onze álbuns de estúdio, nove álbuns ao vivo, três coletâneas, quarenta singles e numerosos bootlegs oficiais. Esta lista não inclui material gravado pelos membros dos Pearl Jam com outros grupos, como Green River, Soundgarden, Bad Radio, Mother Love Bone, Temple of the Dog, Brad, Wellwater Conspiracy, Mad Season, Three Fish ou The Rockfords.
Os Pearl Jam foram formados em 1990 pelo baixista Jeff Ament e pelos guitarristas Stone Gossard e Mike McCready, que, então, recrutaram o vocalista Eddie Vedder e o baterista Dave Krusen para a banda, que assinou com a Epic Records em 1991. Alguns meses após a finalização do álbum debut da banda, Ten, o baterista Dave Abbruzzese juntou-se à banda, substituindo Krusen. Ten fez com que os Pearl Jam estourassem no mainstream, tornando-se um dos álbuns alternativos mais vendido dos anos 90. Na sequência de uma intensa agenda de shows, a banda voltou ao estúdio para gravar Vs., o segundo álbum, que estabeleceu um recorde de mais cópias vendidas em uma semana, permanecendo por cinco semanas no topo da Billboard 200. Sobrecarregados pelas pressões do sucesso, os Pearl Jam decidiram diminuir os seus esforços comerciais em relação à promoção de seus álbuns, recusando-se, inclusive, a produzir videoclipes. Em 1994 a banda lançou Vitalogy, o terceiro álbum seguido da banda a atingir a certificação de multi-platina.
Após a saída de Abbruzzese da banda, em 1994, o baterista Jack Irons juntou-se aos Pearl Jam; subsequentemente, a banda lançou No Code, em 1996, e Yield, em 1998. Nesse ano, a banda trocou novamente de bateristas: Irons deu lugar a Matt Cameron, dos Soundgarden, que já havia trabalhado anteriormente com os membros dos Pearl Jam no projeto Temple of the Dog. Cameron tem sido o baterista da banda desde então. Em 1998, os Pearl Jam lançaram "Last Kiss" em seu fã-clube como um single de Natal; todavia, a demanda popular fez com que ele fosse lançado ao público em 1999, tornando-se o single da banda de maior posição nas paradas, com a segunda posição na Billboard Hot 100. Em 2000, os Pearl Jam lançaram Binaural, seu sexto álbum de estúdio, e iniciou uma série de "bootlegs oficiais", lançando setenta e dois álbuns ao vivo em 2000 e 2001, definindo um recorde de mais álbuns a estrearem na Billboard ao mesmo tempo. Riot Act, o sétimo álbum de estúdio da banda, foi lançado em 2002; quatro anos depois, foi lançado Pearl Jam, o oitavo. Os Pearl Jam lançaram Backspacer, o nono álbum de estúdio do grupo, em 2009. Desde sua formação, os Pearl Jam já venderam mais de trinta milhões de discos nos Estados Unidos, com um número estimado de sessenta milhões ao redor do mundo.

## Álbuns

### Álbuns de estúdio
| 1991                                                 | Ten - Lançamento: 27 de Agosto de 1991 - Selo: Epic - Formatos: CD, fita cassete, vinil                             | 2 | 11 | 31 | 20 | 2 | 15 | 38 | 10 | 8 | 3 | 9  | 18 | EUA: 13× Platina CAN: 8× Platina RU: 3× Platina AUS: 7× Platina BRA: Platina |
| 1993                                                 | Vs. - Lançamento: 19 de Outubro de 1993 - Selo: Epic - Formatos: CD, fita cassete, vinil                            | 1 | 1  | 7  | —  | 1 | 8  | —  | 1  | 1 | 1 | 1  | 2  | EUA: 7× Platina CAN: 5× Platina RU: 2× Platina BRA: Ouro                     |
| 1994                                                 | Vitalogy - Lançamento: 6 de Dezembro de 1994 - Selo: Epic - Formatos: CD, fita cassete, vinil                       | 1 | 1  | 7  | —  | 2 | 8  | —  | 7  | 7 | 1 | 1  | 4  | EUA: 6× Platina CAN: 5× Platina RU: Platina                                  |
| 1996                                                 | No Code - Lançamento: 27 de Agosto de 1996 - Selo: Epic - Formatos: CD, fita cassete, vinil                         | 1 | 1  | 3  | 6  | 1 | 6  | —  | 5  | 3 | 1 | 1  | 3  | EUA: Platina CAN: 2× Platina RU: Ouro                                        |
| 1998                                                 | Yield - Lançamento: 3 de Fevereiro de 1998 - Selo: Epic - Formatos: CD, fita cassete, vinil                         | 2 | 1  | 4  | 3  | 2 | 4  | —  | 4  | 1 | 1 | 3  | 7  | EUA: Platina CAN: 2× Platina RU: Ouro AUS: Platina                           |
| 2000                                                 | Binaural - Lançamento: 16 de Maio de 2000 - Selo: Epic - Formatos: CD, fita cassete, vinil                          | 2 | 1  | 8  | 5  | 2 | 4  | 6  | 5  | 2 | 1 | 6  | 5  | EUA: Ouro CAN: Ouro AUS: Platina RU: Prata                                   |
| 2002                                                 | Riot Act - Lançamento: 12 de Novembro de 2002 - Selo: Epic - Formatos: CD, vinil                                    | 5 | 1  | 24 | 12 | 4 | 13 | 9  | 23 | 3 | 2 | 13 | 34 | EUA: Ouro CAN: Ouro AUS: Platina RU: Ouro BRA: Ouro                          |
| 2006                                                 | Pearl Jam - Lançamento: 2 de Maio de 2006 - Selo: J - Formatos: CD, vinil                                           | 2 | 2  | 3  | 2  | 2 | 4  | 4  | 2  | 4 | 2 | 6  | 5  | EUA: Ouro CAN: Platina AUS: Platina RU: Prata BRA: Ouro                      |
| 2009                                                 | Backspacer - Lançamento: 20 de Setembro de 2009 - Labels: Monkeywrench, Universal Music Group - Formatos: CD, vinil | 1 | 1  | 3  | 6  | 1 | 3  | 2  | 3  | 4 | 1 | 13 | 9  | EUA: Ouro CAN: Platina AUS: Platina RU: Prata                                |
| 2013                                                 | Lightning Bolt - Lançamento: 15 de Outubro de 2013 - Labels: Monkeywrench - Formatos: CD, vinil                     | 1 | 1  | 3  | 1  | 1 | 4  | 1  | 2  | 2 | 2 | 12 | 2  | CAN: Platina AUS: Ouro                                                       |
| 2020                                                 | Gigaton - Lançamento: 27 de março de 2020 - Labels: Monkeywrench - Formatos: CD, vinil                              | — | —  | —  | —  | — | —  | —  | —  | — | — | —  | —  |                                                                              |
| "—" denota lançamentos que não entraram nas paradas. | |   |    |    |    |   |    |    |    |   |   |    |    |                                                                              |

### Álbuns ao vivo
| 1998                                                 | Live on Two Legs - Lançamento: 24 de Novembro de 1998 - Selo: Epic - Formatos: CD, fita cassete, vinil                         | 15 | 4  | —  | 42 | 7  | 49  | —  | 37 | 20 | 11 | 68 | EUA: Platina CAN: Platina AUS: Platina |
| 2004                                                 | Live at Benaroya Hall - Lançamento: 27 de Julho de 2004 - Selo: BMG - Formatos: CD duplo, vinil                                | 18 | 27 | 31 | 38 | 10 | 100 | 48 | 25 | —  | 12 | 76 | CAN: Ouro                              |
| 2006                                                 | Live in NYC 12/31/92 - Lançamento: 2 de Maio de 2006 - Selo: Ten Club - Formato: CD bônus com versões do fã-clube de Pearl Jam | —  | —  | —  | —  | —  | —   | —  | —  | —  | —  | —  |                                        |
| 2006                                                 | Live at Easy Street - Lançamento: 20 de Junho de 2006 - Selo: J - Formato: CD; exclusivo para lojas independentes de discos    | —  | —  | —  | —  | —  | —   | —  | —  | —  | —  | —  |                                        |
| 2007                                                 | Live at the Gorge 05/06 - Lançamento: 26 de Junho de 2007 - Selo: Rhino/WEA - Formato: Box set com 7 discos                    | 36 | —  | —  | 43 | —  | 92  | 71 | 50 | —  | 36 | —  |                                        |
| 2007                                                 | Live at Lollapalooza 2007 - Lançamento: 18 de Setembro de 2007 - Selo: Próprio - Formato: Download digital exclusivo no iTunes | —  | —  | —  | —  | —  | —   | —  | —  | —  | —  | —  |                                        |
| 2011                                                 | Live on Ten Legs - Lançamento: 17 de Janeiro de 2011 - Selo: Universal Music - Formatos: CD, vinil                             | 21 | 15 | —  | 76 | 2  | 23  | —  | 9  | —  | —  | 49 |                                        |
| "—" denota lançamentos que não entraram nas paradas. | |    |    |    |    |    |     |    |    |    |    |    |                                        |

### Bootlegs
Em complemento aos álbuns ao vivo Live on Two Legs, Live at Benaroya Hall, Live in NYC 12/31/92, Live at Easy Street, Live at the Gorge 05/06 e Live at Lollapalooza 2007 e versões ao vivo de canções de estúdio dispersas em b-sides de singles, os Pearl Jam lançaram uma série de bootlegs oficiais, de gravações ao vivo de cada show de cada turnê desde a turnê europeia de 2000 — com exceção da turnê Vote for Change, de 2004, e da turnê europeia de 2007. A banda já vendeu mais de 3 milhões e meio de cópias desde o lançamento da série de bootlegs, em 2000. Em relação às turnês de 2000 e 2003, os bootlegs consistiram de discos duplos (e, ocasionalmente, discos triplos). Na turnê de 2005, o formato das gravações foi alterado para MP3, sendo expandido para incluir o uso do FLAC, na turnê de 2006. Os bootlegs oficiais da turnê estadunidense de 2008 e da norte-americana de 2009 estão disponíveis em FLAC, MP3 e em CDs.

### Compilações
| 2003                                                 | Lost Dogs - Lançamento: 11 de Novembro de 2003 - Selo: Epic - Formatos: CD duplo, LP                               | 15 | 19 | 70 | 50 | —  | 64 | 63 | 75 | 33 | 18 | 60 | 91 | EUA: Ouro CAN: Ouro AUS: Ouro          |
| 2004                                                 | Rearviewmirror: Greatest Hits 1991-2003 - Lançamento: 16 de Novembro de 2004 - Selo: Epic - Formatos: CD duplo, LP | 16 | 2  | 66 | 23 | 10 | 75 | 22 | 32 | 25 | 3  | 15 | 58 | EUA: Platina CAN: Ouro AUS: 4× Platina |
| "—" denota lançamentos que não entraram nas paradas. | |    |    |    |    |    |    |    |    |    |    |    |    |                                        |

## EPs
| Ano  | Detalhes                                                                                         | Melhores posições nas paradas | Melhores posições nas paradas | Melhores posições nas paradas | Melhores posições nas paradas | Melhores posições nas paradas | Melhores posições nas paradas | Melhores posições nas paradas | Melhores posições nas paradas | Melhores posições nas paradas | Melhores posições nas paradas | Certificações |
| Ano  | Detalhes                                                                                         | EUA Hot 100                   | EUA Main                      | EUA Mod                       | AUS                           | IRL                           | HOL                           | NOR                           | NZ                            | SUE                           | RU                            | Certificações |
| ---- | ------------------------------------------------------------------------------------------------ | ----------------------------- | ----------------------------- | ----------------------------- | ----------------------------- | ----------------------------- | ----------------------------- | ----------------------------- | ----------------------------- | ----------------------------- | ----------------------------- | ------------- |
| 1995 | Merkin Ball[I] - Lançamento: 5 de Dezembro de 1995 - Selo: Epic - Formatos: CD, fita cassete, LP | 7                             | 2                             | 3                             | 2                             | 29                            | 38                            | 5                             | 17                            | 14                            | 25                            | EUA: Ouro     |

*I↑  Nos Estados Unidos, Merkin Ball foi às paradas sob o nome de "I Got Id", também conhecida como "I Got Shit".

## Vídeos
| 1998                                                 | Single Video Theory - Lançamento: 4 de Agosto de 1998 - Selo: Epic - Formatos: VHS, DVD                             | 2 | EUA: Platina CAN: Platina                       |
| 2001                                                 | Touring Band 2000 - Lançamento: 1º de Maio de 2001 - Selo: Epic - Formatos: VHS, DVD                                | 1 | EUA: Platina AUS: 3× Platina                    |
| 2003                                                 | Live at the Showbox - Lançamento: 7 de Maio de 2003 - Selo: Ten Club - Formato: DVD, exclusivamente em pearljam.com | — |                                                 |
| 2003                                                 | Live at the Garden - Lançamento: 11 de Novembro de 2003 - Selo: Epic - Formato: DVD duplo                           | 2 | EUA: 3× Platina CAN: 2× Platina AUS: 4× Platina |
| 2007                                                 | Immagine in Cornice - Lançamento: 25 de Setembro de 2007 - Selo: Rhino/WEA - Formato: DVD                           | 1 | EUA: Ouro AUS: Ouro                             |
| "—" denota lançamentos que não entraram nas paradas. | |   |                                                 |

## Singles
| 1991                                                 | "Alive"                        | —   | 16 | 18 | 9  | —  | —  | 44 | 13 | 19 | —  | 20 | —  | 16  |                           | Ten                                               |
| 1992                                                 | "Even Flow"                    | —   | 3  | 21 | 22 | 73 | —  | —  | —  | —  | —  | 20 | —  | 27  |                           | Ten                                               |
| 1992                                                 | "Jeremy"                       | 79  | 5  | 5  | 68 | 32 | —  | 93 | 10 | 59 | —  | 34 | —  | 15  | EUA: Ouro                 | Ten                                               |
| 1992                                                 | "Oceans"                       | —   | —  | —  | —  | —  | —  | —  | —  | 30 | —  | 16 | —  | —   |                           | Ten                                               |
| 1993                                                 | "Go"                           | —   | 3  | 8  | 22 | —  | —  | 96 | —  | 21 | 5  | 2  | —  | 190 |                           | Vs.                                               |
| 1993                                                 | "Daughter"                     | 97  | 1  | 1  | 18 | 16 | —  | —  | 4  | 46 | —  | 11 | —  | 18  |                           | Vs.                                               |
| 1994                                                 | "Animal"                       | —   | 21 | —  | 30 | —  | —  | —  | —  | —  | —  | 7  | —  | —   |                           | Vs.                                               |
| 1994                                                 | "Dissident"                    | —   | 3  | —  | —  | —  | —  | 97 | 7  | 14 | 2  | —  | —  | 14  |                           | Vs.                                               |
| 1994                                                 | "Spin the Black Circle"        | 18  | 16 | 11 | 3  | —  | —  | 92 | 6  | 21 | 5  | 2  | 16 | 10  |                           | Vitalogy                                          |
| 1995                                                 | "Not for You"                  | —   | 12 | 38 | 29 | —  | —  | —  | 26 | —  | —  | 10 | —  | 34  |                           | Vitalogy                                          |
| 1995                                                 | "Immortality"                  | —   | 10 | 31 | 51 | 62 | 10 | —  | —  | —  | —  | 29 | —  | —   |                           | Vitalogy                                          |
| 1996                                                 | "Who You Are"                  | 31  | 5  | 1  | 5  | 4  | 1  | —  | 19 | 47 | 7  | 17 | 26 | 18  |                           | No Code                                           |
| 1996                                                 | "Hail, Hail"                   | —   | 9  | 9  | 31 | —  | 2  | —  | —  | —  | —  | —  | —  | —   |                           | No Code                                           |
| 1996                                                 | "Off He Goes"                  | —   | 34 | 31 | 46 | 36 | 15 | —  | —  | —  | —  | —  | —  | —   |                           | No Code                                           |
| 1998                                                 | "Given to Fly"                 | 21  | 1  | 3  | 13 | 2  | 1  | 67 | 18 | 36 | 6  | 12 | 29 | 12  | AUS: Ouro                 | Yield                                             |
| 1998                                                 | "Wishlist"                     | 47  | 6  | 6  | 48 | 7  | 1  | —  | —  | —  | —  | —  | —  | 30  |                           | Yield                                             |
| 1999                                                 | "Last Kiss"                    | 2   | 5  | 2  | 1  | 2  | 4  | —  | —  | 77 | —  | 19 | —  | 42  | EUA: Ouro AUS: 3× Platina | No Boundaries: A Benefit for the Kosovar Refugees |
| 2000                                                 | "Nothing as It Seems"          | 49  | 3  | 10 | 7  | 1  | 2  | 98 | 27 | 33 | 5  | 42 | 40 | 22  |                           | Binaural                                          |
| 2000                                                 | "Light Years"                  | —   | 17 | 26 | 64 | 13 | 21 | —  | —  | —  | —  | —  | —  | 52  |                           | Binaural                                          |
| 2002                                                 | "I Am Mine"                    | 43  | 7  | 6  | 12 | 2  | —  | 60 | 35 | 58 | 10 | 48 | 29 | 26  | AUS: Ouro                 | Riot Act                                          |
| 2003                                                 | "Save You"                     | —   | 23 | 29 | —  | 17 | —  | —  | —  | —  | —  | —  | —  | —   |                           | Riot Act                                          |
| 2003                                                 | "Love Boat Captain"            | —   | —  | —  | 29 | 16 | —  | —  | —  | —  | —  | —  | —  | 110 |                           | Riot Act                                          |
| 2003                                                 | "Man of the Hour"              | —   | —  | —  | —  | —  | —  | —  | —  | —  | —  | —  | —  | —   |                           | Big Fish: Music from the Motion Picture           |
| 2006                                                 | "World Wide Suicide"           | 41  | 2  | 1  | —  | —  | —  | —  | —  | —  | —  | —  | —  | —   |                           | Pearl Jam                                         |
| 2006                                                 | "Life Wasted"                  | —   | 13 | 10 | —  | —  | —  | —  | —  | —  | —  | —  | —  | 110 |                           | Pearl Jam                                         |
| 2006                                                 | "Gone"                         | —   | —  | 40 | —  | —  | —  | —  | —  | —  | —  | —  | —  | —   |                           | Pearl Jam                                         |
| 2007                                                 | "Love, Reign o'er Me"          | —   | 32 | —  | —  | —  | —  | —  | —  | —  | —  | —  | —  | —   |                           | Single fora de álbuns                             |
| 2009                                                 | "The Fixer"                    | 56  | 10 | 3  | 22 | 14 | —  | 97 | —  | 77 | —  | 11 | —  | 93  |                           | Backspacer                                        |
| 2009                                                 | "Just Breathe/Got Some"        | 78  | 36 | 6  | —  | 30 | —  | —  | —  | 18 | —  | —  | —  | —   |                           | Backspacer                                        |
| 2010                                                 | "Amongst the Waves"            | —   | —  | 17 | —  | 78 | —  | —  | —  | —  | —  | —  | —  | —   |                           | Backspacer                                        |
| 2011                                                 | "Chloe Dancer/Crown of Thorns" | —   | —  | —  | —  | —  | —  | —  | —  | —  | —  | —  | —  | —   |                           | Pearl Jam Twenty (trilha sonora)                  |
| 2011                                                 | "Olé"                          | —   | —  | —  | —  | —  | —  | —  | —  | —  | —  | —  | —  | —   |                           | Sem álbum                                         |
| 2013                                                 | "Mind Your Manners"            | 121 | 2  | 12 | 54 | 55 | —  | —  | 74 | 69 | —  | —  | —  | —   |                           | Lightning Bolt                                    |
| 2013                                                 | "Sirens"                       | 76  | 5  | 4  | —  | 31 | 4  | 86 | 27 | 42 | —  | 36 | —  | —   |                           | Lightning Bolt                                    |
| 2013                                                 | "Lightning Bolt"               | —   | 6  | 15 | —  | —  | 38 | —  | —  | —  | —  | —  | —  | —   |                           | Lightning Bolt                                    |
| 2018                                                 | "Can't Deny Me"                | —   | —  | —  | —  | —  | —  | —  | —  | —  | —  | —  | —  | —   | —                         | Sem álbum                                         |
| 2020                                                 | "Dance of the Clairvoyants"    | —   | —  | —  | —  | —  | —  | —  | —  | —  | —  | —  | —  | —   | —                         | Gigaton                                           |
| 2020                                                 | "Superblood Wolfmoon"          | —   | —  | —  | —  | —  | —  | —  | —  | —  | —  | —  | —  | —   | —                         | Gigaton                                           |
| 2020                                                 | "Quick Escape"                 | —   | —  | —  | —  | —  | —  | —  | —  | —  | —  | —  | —  | —   | —                         | Gigaton                                           |
| 2020                                                 | "Retrograde"                   | —   | —  | —  | —  | —  | —  | —  | —  | —  | —  | —  | —  | —   | —                         | Gigaton                                           |
| "—" denota lançamentos que não entraram nas paradas. |                                |     |    |    |    |    |    |    |    |    |    |    |    |     |                           |                                                   |

### Outras canções listadas
| 1993                                                 | "Black"                                                      | —   | 3  | 20 | —  | —  | —   | Ten                                           |
| 1993                                                 | "Crazy Mary"                                                 | —   | 26 | 8  | —  | —  | —   | Sweet Relief: A Benefit for Victoria Williams |
| 1994                                                 | "Elderly Woman Behind the Counter in a Small Town"           | —   | 23 | 17 | —  | —  | —   | Vs.                                           |
| 1994                                                 | "Glorified G"                                                | —   | 39 | —  | —  | —  | —   | Vs.                                           |
| 1994                                                 | "Yellow Ledbetter"                                           | —   | 21 | 26 | —  | —  | —   | Single de "Jeremy"                            |
| 1994                                                 | "Tremor Christ"                                              | —   | 16 | 16 | 67 | —  | —   | Vitalogy                                      |
| 1995                                                 | "Better Man"                                                 | —   | 1  | 2  | 9  | —  | —   | Vitalogy                                      |
| 1995                                                 | "Corduroy"                                                   | —   | 22 | 13 | —  | —  | —   | Vitalogy                                      |
| 1995                                                 | "I Got Id"                                                   | 7   | 2  | 3  | 78 | 2  | 25  | Merkin Ball                                   |
| 1996                                                 | "Leaving Here"                                               | —   | 24 | 31 | —  | 12 | —   | Home Alive: The Art of Self Defense           |
| 1996                                                 | "Red Mosquito"                                               | —   | 37 | —  | —  | —  | —   | No Code                                       |
| 1998                                                 | "In Hiding"                                                  | —   | 14 | 13 | —  | 6  | —   | Yield                                         |
| 1998                                                 | "Do the Evolution"                                           | —   | 40 | 33 | 50 | —  | —   | Yield                                         |
| 1998                                                 | "Elderly Woman Behind the Counter in a Small Town" (ao vivo) | —   | 21 | 26 | 27 | —  | —   | Live on Two Legs                              |
| 2009                                                 | "Brother"                                                    | 108 | 5  | 1  | 60 | —  | —   | Ten (relançamento)                            |
| 2009                                                 | "Supersonic"                                                 | —   | —  | —  | —  | —  | 170 | Backspacer                                    |
| "—" denota lançamentos que não entraram nas paradas. |                                                              |     |    |    |    |    |     |                                               |

## Videoclipes
| Ano  | Título                                 | Diretor                      |
| ---- | -------------------------------------- | ---------------------------- |
| 1991 | "Alive"                                | Josh Taft                    |
| 1991 | "Jeremy" (Versão alternativa)[I]       | Chris Cuffaro                |
| 1992 | "Even Flow"                            | Josh Taft                    |
| 1992 | "Even Flow" (Versão alternativa)[I]    | Rocky Schenck                |
| 1992 | "Jeremy"                               | Mark Pellington              |
| 1992 | "Oceans"                               | Josh Taft                    |
| 1998 | "Do the Evolution"                     | Todd McFarlane Kevin Altieri |
| 2002 | "I Am Mine"                            | James Frost                  |
| 2002 | "Save You"                             | James Frost                  |
| 2002 | "Love Boat Captain"                    | James Frost                  |
| 2002 | "Thumbing My Way"                      | James Frost                  |
| 2002 | "1/2 Full"                             | James Frost                  |
| 2006 | "World Wide Suicide"                   | Danny Clinch                 |
| 2006 | "Life Wasted"                          | Fernando Apodaca             |
| 2009 | "The Fixer"                            | Cameron Crowe                |
| 2009 | "Just Breathe"                         | Gary Menotti                 |
| 2010 | "Amongst the Waves"                    | Ryan Thomas Brendan Canty    |
| 2013 | "Mind Your Manners"                    | Danny Clinch                 |
| 2013 | "Sirens"                               | Danny Clinch                 |
| 2020 | "Dance of the Clairvoyants (Mach I)"   | Joel Edwards                 |
| 2020 | "Dance of the Clairvoyants (Mach II)"  | Ryan Cory                    |
| 2020 | "Dance of the Clairvoyants (Mach III)" | Ryan Cory                    |
| 2020 | "Superblood Wolfmoon"                  | Keith Ross                   |
| 2020 | "Retrograde"                           | Josh Wakely                  |

*I↑  Não lançado.

## Outras aparições
| Ano  | Canção(ões)                                                    | Onde                                                            | Selo                      |
| ---- | -------------------------------------------------------------- | --------------------------------------------------------------- | ------------------------- |
| 1992 | "Alive" (ao vivo)                                              | Stanley, Son of Theodore: Yet Another Alternative Music Sampler | Epic/Columbia             |
| 1992 | "Breath" "State of Love and Trust"                             | Singles: Original Motion Picture Soundtrack                     | Epic                      |
| 1993 | "Crazy Mary" (com Victoria Williams)                           | Sweet Relief: A Benefit for Victoria Williams                   | Thirsty Ear/Chaos         |
| 1993 | "Real Thing" (com Cypress Hill)                                | Judgment Night: Music from the Motion Picture                   | Epic                      |
| 1995 | "Catholic Boy" (com Jim Carroll and Chris Friel)               | The Basketball Diaries: Original Motion Picture Soundtrack      | Island                    |
| 1995 | Mirror Ball                                                    | Mirror Ball, álbum de Neil Young                                | Epic                      |
| 1996 | "Leaving Here"                                                 | Home Alive: The Art of Self Defense                             | Epic                      |
| 1996 | "Gremmie Out of Control"                                       | M.O.M., Vol. 1: Music for Our Mother Ocean                      | Interscope                |
| 1996 | "Not for You" (ao vivo da transmissão de rádio Self-Pollution) | Hype!: The Motion Picture Soundtrack                            | Sub Pop                   |
| 1997 | "Nothingman" (ao vivo)                                         | The Bridge School Concerts, Vol. 1                              | Reprise                   |
| 1998 | "Hard to Imagine"                                              | Chicago Cab: Soundtrack                                         | Loosegroove               |
| 1999 | "Last Kiss" "Soldier of Love (Lay Down Your Arms)"             | No Boundaries: A Benefit for the Kosovar Refugees               | Epic                      |
| 1999 | "Whale Song"                                                   | M.O.M., Vol. 3: Music for Our Mother Ocean                      | Hollywood                 |
| 2000 | "Even Flow" (ao vivo)                                          | Wild and Wooly: The Northwest Rock Collection                   | Sub Pop                   |
| 2001 | "The Kids Are Alright" (ao vivo)                               | Substitute: Songs from the Who                                  | Edel Music                |
| 2003 | "Man of the Hour"                                              | Big Fish: Music from the Motion Picture                         | Sony                      |
| 2004 | "Bu$hleaguer" (ao vivo)                                        | Hot Stove, Cool Music, Vol. 1                                   | Fenway                    |
| 2004 | "Masters of War" (ao vivo)                                     | Songs and Artists That Inspired Fahrenheit 9/11                 | Epic/Sony Music Soundtrax |
| 2004 | "Better Man" (ao vivo)                                         | For the Lady                                                    | Rhino/WEA                 |
| 2008 | "Masters of War" (ao vivo)                                     | Body of War: Songs that Inspired an Iraq War Veteran            | Sire                      |